# Heidenheim an der Brenz
Pour les articles homonymes, voir Heidenheim.
Heidenheim an der Brenz (Heidenheim-sur-la-Brenz) est une ville du Wurtemberg, en Allemagne. Elle est située à la frontière entre le Bade-Wurtemberg et la Bavière, à environ 17 km au sud d'Aalen et à 33 km au nord d'Ulm. La rivière Brenz traverse la ville. Le château Hellenstein trône sur la ville.

## Histoire
| Appartenances historiques Comté de Helfenstein 1100-1448 Comté de Wurtemberg-Stuttgart 1448-1482 Comté de Wurtemberg 1482-1495 Duché de Wurtemberg 1495-1803 Électorat de Wurtemberg 1803–1806 Royaume de Wurtemberg 1806–1871 Empire allemand 1871–1918 République de Weimar 1918–1933 Reich allemand 1933–1945 Allemagne occupée 1945–1949 Allemagne de l'Ouest 1949–1990 Allemagne 1990–présent |

Lieu de la victoire de la bataille de Heidenheim, remportée le 11 août 1796 contre les Autrichiens par l'armée de Rhin-et-Moselle commandée par le général Moreau, où se distingua particulièrement les 2e régiment de cavalerie et 2e régiment de chasseurs à cheval.

## Personnages liés à la commune
- Amadeus Megerlin, médecin de la ville de Haydenheim, auteur en 1666 de la première traduction allemande du Armamentarium chirurgicum de Jean Scultet
- Le maréchal Erwin Rommel y naquit le 15 novembre 1891.
- L'historien local et dialectologue Hermann Mohn y est né le 28 octobre 1896. Une route et un monument commémoratif de la ville portent son nom Un monument commémoratif dédié à Mohn et sa famille a été également dressé à Heidenheim[2],[3].
- La pionnière de la chirurgie réparatrice Else Kienle y est née en 1900.
- Le double champion olympique d'escrime Arnd Schmitt y est né en 1965.
- Le chanteur Maximilian Hecker est né dans la ville en 1977.
- Le cardinal Walter Kasper y est né en 1930.

## Jumelages
- Clichy (France) depuis 1958
- Sankt Pölten (Autriche) depuis 1967